# Hieracium neglectipilosum
Hieracium neglectipilosum là một loài thực vật có hoa trong họ Cúc. Loài này được Sennikov mô tả khoa học đầu tiên năm 1995.